# Buch (Gemeinde Buch-St. Magdalena)
Buch war eine politische Gemeinde im damaligen Bezirk Hartberg in der Steiermark. Sie bestand von 1849/50 bis 1959, wurde dann mit Geiseldorf zur Gemeinde Buch-Geiseldorf vereinigt und ist seit 2013 in der Gemeinde Buch-St. Magdalena.

## Geographie
Buch liegt am Nordrand des Oststeirischen Riedellands, 45 Kilometer östlich von Graz, 5 km südlich von Hartberg. Buch liegt in der Talung des Hartberger Safen.
Die Gemeinde hatte zwei Ortschaften (Einwohner Stand 1. Jänner 2024) und gleichnamige Katastralgemeinden (Fläche Stand 31. Dezember 2023):
- Oberbuch (136; 280,09 ha)
- Unterbuch (606; 557,71 ha)

## Geschichte
Buch (1258 als Pueche) war ursprünglich der Name von Oberbuch, Unterbuch wird erstmals 1329 als inferior Puech erwähnt. 
Das Gemeindegebiet gehörte früher zum Pfarrkirche Bad Waltersdorf (Dekanat Waltersdorf).
Als nach der Revolution von 1848/49 im Kaisertum Österreich die Ortsgemeinden eingerichtet wurden, wurden die beiden Steuergemeinden Ober- und Unterbuch zur Gemeinde Buch vereint. Hauptort der Gemeinde war schon damals das größere Unterbuch.
Erst seit 1945 siedelten sich im Raum Buch Gewerbebetriebe an, vorher war die Gegend ausschließlich von der Landwirtschaft bestimmt.
Im Jahr 1959 wurde die Gemeinde mit der Nachbargemeinde Geiseldorf zur Gemeinde Buch-Geiseldorf zusammengelegt.
| Land        | Herzogtum Steiermark  | Herzogtum Steiermark | Bundesland Steiermark |
| Staat       | Kaiserthum Österreich | Österreich-Ungarn    | Republik Österreich   |
| Jahr        | 1846                  | 1869                 | 1951                  |
| Bevölkerung | 150                   | 165                  | 175                   |
| Gebäude     | −                     | 29                   | 36                    |